# Szár
Szár es un pueblo húngaro perteneciente al distrito de Bicske, condado de Fejér.

## Superficie
Cuenta con una superficie de 22,63 km².

## Demografía
Hasta 2024 la población era de 1708 habitantes, con una densidad de población de 75,47 hab/km².
| Gráfica de evolución demográfica de Szár entre 2020 y 2024 |
|                                                            |
| Datos según la Oficina Central de Estadística de Hungría.  |